# Sinhaya
Sinhaya fue una barriada de las afueras de la ciudad musulmana de Saraqusta (Zaragoza, en Aragón, España), situada al otro lado de la puerta Cinegia, palabra que procede del término Sinhaya, en lo que hoy es la Plaza de España de esta ciudad. El nombre de Puerta Cinegia lo ostenta hoy un moderno edificio situado en este emblemático lugar.

## Descubrimiento
Con la renovación del Paseo de la Independencia en los primeros años del siglo XXI, con motivo de la creación de un aparcamiento, salió a la luz este barrio de las afueras de Saraqusta
Existe monografía de Francisco Javier Gutiérrez González: La excavación arqueológica del paseo de la Independencia de Zaragoza, febrero-mayo de 2002, editada por GrupoEntorno en 2006.
- Datos: Q6129332